# Mesaphorura sylvatica
Mesaphorura sylvatica är en urinsektsart som först beskrevs av Josef Rusek 1971.  Mesaphorura sylvatica ingår i släktet Mesaphorura, och familjen blekhoppstjärtar. Arten är reproducerande i Sverige.